# Vision en tunnel

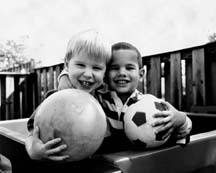
Vision normale.

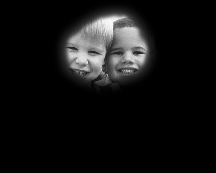
Même image avec la vision du tunnel due à une rétinite pigmentaire.

La vision en tunnel (ou vision tunnelisée) est la perte de vision périphérique avec rétention de la vision centrale, résultant en une vision circonscrite et circulaire du champ de vision.
L'expression « tunnel vision » est également utilisée pour désigner de façon métaphorique l'étroitesse ou la fermeture d'esprit d'un individu, ou son comportement anomique.

## Causes biologiques/médicales
La vision du tunnel peut être causée par :
- perte de sang (hypovolémie) ;
- consommation d'alcool (peut causer une vision du tunnel)[2]. En addition, la vision devient trouble ou double lorsque les muscles optiques perdent leur précision résultant à une incapacité à se focaliser sur un même objet ;
- drogues hallucinogènes ;
- glaucome, maladie optique ;
- peur extrême ou détresse, plus souvent dans le contexte de la peur panique ;
- période de haute production d'adrénaline, par ex. durant une intense bagarre ;
- mal aigu des montagnes, hypoxie ;
- perte du sang cérébral ;
- exposition prolongée à un air contaminé (fluides hydrauliques et essences) ;
- cataractes sévères, causant la perte d'une grande partie de la vision ;
- lors d'une intense migraine (dans certains cas) ;
- intense colère, à cause de la production en masse d'adrénaline et d'oxygène dans le corps ;
- morsure de mamba noir et autres serpents possédant un venin très empoisonné.

Lorsque la vision est mélangée lors d'un pilotage d'avion, de la conduite, lorsque l'individu traverse une route ou passe près d'une machinerie, les conséquences peuvent être fatales.

## Port de lunettes
Les individus portant des lunettes expérimentent la vision du tunnel à un degré variable à cause du verre correcteur.